# コンパス

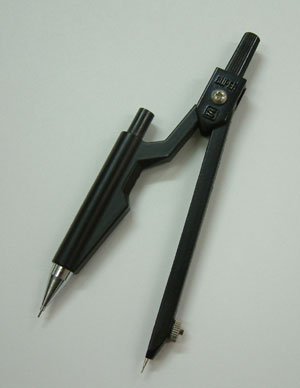
コンパス

コンパス（オランダ語：passer、英語：compass）は、円を描いたり、線分の長さを移すのに用いる文房具・製図器具である。中心機構で接し自由な角度に開閉できる2本の脚からなる。ぶんまわし（規、ぶん回し）、両脚器（りょうきゃくき）、円規（えんき）ともいう。また、かつて根発子（コンハッス）と宛字されたこともある。「コンパス」という日本語は江戸時代初期から知られており、ポルトガル語ではcompasso、オランダ語では kompas であるが、方位磁針を指す語はポルトガル語では bússola、オランダ語では passer と言う。
コンパスは円周を描くために必須の道具ではなく、『支点とそこから等しい距離を維持したまま移動できる状態の筆記具』（例：輪になった紐とペン、それから針もしくはあるいは棒、画鋲など）があれば代用ができる。日本の学習指導要領では小学校第3学年で扱い始める。

## 構造

### 中心機構
中心機構は、2本の脚が接する角度を調整する。

### 脚
簡便なものは中心機構のみが可動で、それぞれの穂（脚の先）は紙に斜めに接する。製図用コンパスは、精度を上げるため、それぞれの脚の中間でも曲がり、紙に垂直に接するようにできる。伸縮可能な脚もあり、コンパクトでも、大きな円を描くことができる。

### 穂
片方の穂（脚の先）は針になっていて、紙などに軽く突き刺して固定する。基本的には、もう片方の穂が筆記具となっており、固定端を中心とした円を描ける。穂には、次のような機構がある。
アタッチメント
以下の任意の穂先を取り付けることができる。
芯ホルダー
直径2mm程度の黒鉛芯などを取り付ける。
カラス口・製図ペン
製図用
ディバイダ（割りコンパス）
もう片方も針になっている。円周を等分したり、寸法の転記などに使用される。簡単な作業ならばコンパスをその代替とすることができる。
ペンホルダー
別の筆記具を挟んで固定する。作画精度は若干落ちる。鉛筆（あるいは鉛筆の太さのペン）を固定するものが代表的だが、対応する太さは製品により異なる。ペンタイプのカッターナイフを使えば円を切り抜くことができる。
シャープペンシル
通常のシャープペンシル用の芯が使える。

## 種類
- 中コンパス（一般的なもの）：半径5～70mmの円用。
- 大コンパス：半径50～150mmの円用。
- スプリングコンパス：1～15mmの円用。脚間にあるねじ車を回して脚の間隔を調整できる。
- ビームコンパス：半径200mm以上の円用。ビーム上に針先、ペン部が平行に取り付けられたもの。ビーム上をスライドさせて半径を調整する。
- 比例コンパス：図形を拡大、縮小する時に使用する。
- 教具として黒板用の、大きく、筆記具にチョークを用いるタイプがある。

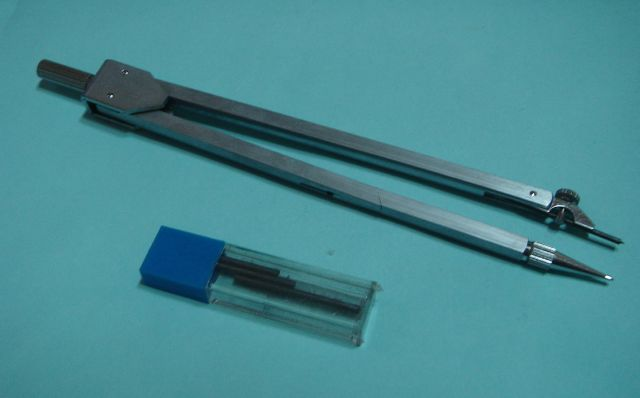
製図用中コンパス
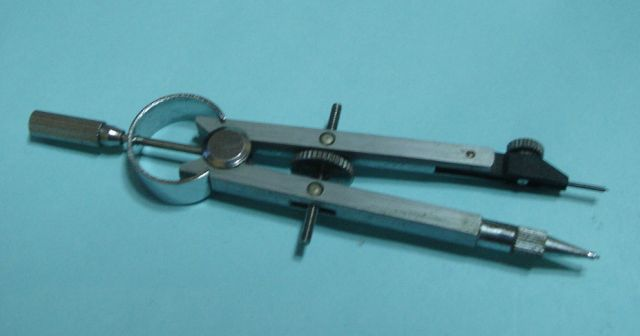
スプリングコンパス

## 中心器
中心器は、コンパスを補助する用具で、製図用具の一式セットなどに含まれている。
この中心器はコンパスによる製図の際に図面となる紙に穴が空いてしまわないようにするための用具である。同心円を多数描く場合に、何度も針を刺すことによる紙穴の広がりを防ぐことができ、正確な同心円を描くことができる。
中心器は透明な円形で、その中心部には十字の線が入っていて、その交点部分が窪んでいる。使用する際には、描く円の中心となるべき部分に中心器の中心（窪み）が一致するよう置き、窪みにコンパスの針を載せ円を描くことで紙に直接穴が空かないようにすることができる。多くは滑り止めがついている。

## compassという呼称
語源は中世ラテン語compassareに由来し「共に歩く」「（歩幅で）測る」の意味。飯島幸人はcomは「円」をpassusは「くぎり」を表し「円を方位に分割する」との意味から出たものとする。製図用具としてのコンパスの呼称は日葡辞書(1603年）や和漢三才図会(1712年）にも見られポルトガル語に基づく（compasso）ものであり早くから用いられていたことが分かる。ポルトガル語では方位磁針のことをa bússola、両脚器のことをcompassoと呼び分けており、フランス語やイタリア語などラテン語系諸語でも類似の区別をするが、英語やドイツ語などアングロサクソン語系では方位磁針のこともコンパス（類似）の呼称を採用している。

## 歴史

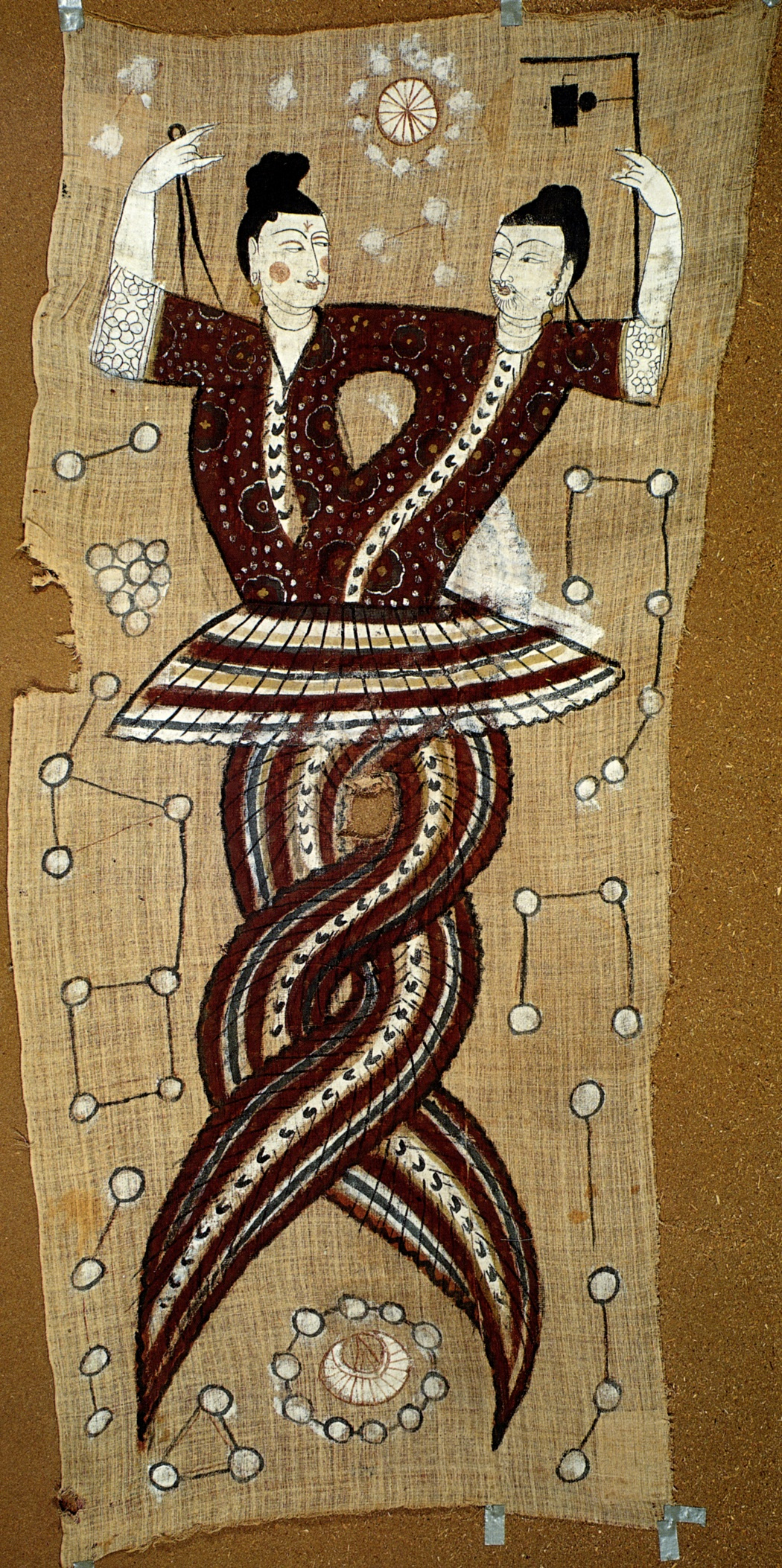
新疆で出土した女媧伏羲図。女媧がコンパスを持ち伏羲は角尺を持つ。

コンパスと同等の機能を持つ器具の存在は紀元前1000年頃のギリシャですでに使用されていたことが発掘された陶器に描かれた絵によって知られており、車輪を持つ文明の始まりと同等かそれ以前より使用されていたと考えられる。エウクレイデスの『原論』では定規とコンパスで作図する問題が多く扱われていることが知られている。
江戸時代初期に長崎から伝来。竹製は規、金属製は根発子と呼ばれた。
嘉永元年（1848年）幕府は佐久間象山に洋式野戦砲を作らせ、品川に砲台を作らせるなど当時国防多端の折柄鉄砲の需要が急増し、その当時かんざし屋刀のツバの仕上げ等のかざり職人が鉄砲鍛冶となり、さらに転じてその一部の人々が製図器械を作るようになった。そのあと鉄砲鍛冶などから製図器械に転じた者のほかに、明治の中頃からは医療器械の外科用器具職から転じた者、あるいは造兵所や砲兵所からの転職者から製図器械を製作する一派を開いたものもあった。
江州日野の生まれで、鉄砲鍛冶の和田熊吉の次男、和田貞一郎が明治2年（1869年）に初めて仏蘭西式のコンパスを作った。これが日本での洋式文廻しや烏口など即ち製図器械製造の元祖である。徳川藩の鉄砲鍛冶であった山崎鉄五郎もまた烏口やコンパスを作り、ほかに御玉池に大熊某なども明治の初期における製図器械の製造家として登場する。そして、明治10年（1877年）、関谷弥助（山崎鉄五郎の姻籍）も英式コンパスを作るようになった。その後、和田、山崎、関谷を製図器具製造家の三派と称し、互いに連絡を保って親しく往来していたという。その当時は、そのほかにも、きせる屋から、外科用刃物の鋼打師から、あるいは海軍工廠工員か転じた者もあって、製図器具製造は隆盛を極めたという。
明治8年（1875年）、銀座で時計や測量器械を売っていた玉屋の下請けで時計鎖を作っていたかざり職人の沢田金太郎は、船来品を見本として仏式コンパスを独学で作り始めた。その後、横須賀海軍工所から転職して比例コンパスを専門に作り始めた斉藤三郎が一派を興し、医療器械職からスプリングコンパスの製造に転向した石井留吉が小石川砲兵所の職工から独立してコンパスを作り始めた。杉崎清三郎一派が一時隆盛を極めた。その後、ものさし製造家・藤山捨吉が製造器械を各派から集め、大量的に製図器械の製造を始めたが、工員の技術指導者は上記の流れを汲む人々であった。材料は打物であったが烏口とスプリングを除くその他の製図器械の材料は明治18年（1885年）頃、和田貞一郎の指導により川出竹松という鋳物師が鋳物を作り始めた。大正5年渡辺寛が、現在のD式という独逸のリヒテル型を国産化した時に、始めて洋白の板と棒を使い始めた。現在は仏式、英式、D式などはいずれも一部の製品を除いてほとんど鋳物である。

## シンボルとして

ドイツ民主共和国の国章（麦の穂と槌とコンパス）
フリーメイソン（直角定規とコンパス）

## 比喩
中心部から2本の足が伸びている形状から、足の長い人物（特に女性）を指す比喩表現として「コンパス（が長い）」といった用い方をすることがある。また、足の長さに由来する意味ではあるが「コンパスが違う」という慣用表現では歩幅を指す。